# Entpyrogenisierung
Als Entpyrogenisierung wird das Entfernen von Pyrogenen von Oberflächen, Verpackungen oder aus einer Lösung (meist injizierbaren Arzneimitteln) bezeichnet.
Bakterielle Pyrogene beinhalten Endotoxine und Exotoxine. Erstere umfassen Lipopolysaccharide (LPS) die in der äußeren Zellwand von Gram-negativen Bakterien vorkommen. Bei einer Zelllyse werden diese LPS frei.
Zur Entpyrogenisierung von Flüssigkeiten können – je nach deren Zusammensetzung – verschiedene Methoden eingesetzt werden, darunter Destillation, adsorptive Filtration und Umkehrosmose. Glasbehälter oder Glasgeräte können durch Erhitzen auf 220–260 °C von Pyrogenen befreit werden.